# HD 173416 b
HD 173416 b (بالإنجليزية: HD 173416 b)‏ الذي يرمز له بالرمز HD 173416b، هو كوكب خارج المجموعة الشمسية، في كوكبة القيثارة، يتبع HD 173416 ‏.

## الاكتشاف
اكتشف في 10 يناير 2009، وكانت طريقة الاكتشاف Doppler spectroscopy.